# Museum Weltkulturen

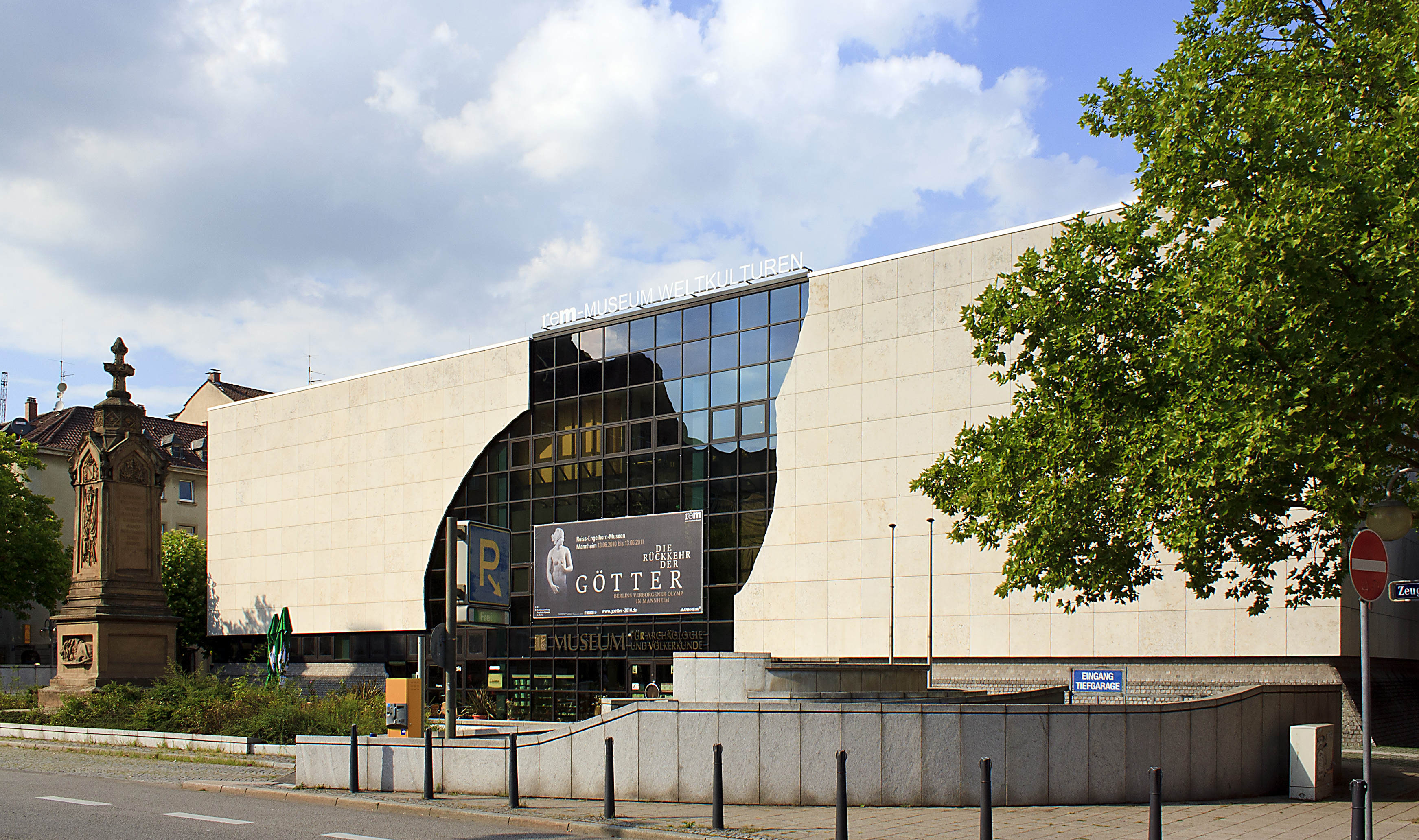
Museum Weltkulturen (2010)

Das Museum Weltkulturen ist ein archäologisches und völkerkundliches Museum in Mannheim im Quadrat D5 (daher auch Museum D5) zwischen Rathaus und Zeughaus. Das Museum gehört zu den Reiss-Engelhorn-Museen.

## Gebäudegeschichte
Der moderne Bau nach den Entwürfen des Architekten Carlfried Mutschler und des Künstlers Erwin Bechtold wurde 1988 fertiggestellt.

## Ausstellungen und Sammlungen
Die Abteilung Kulturen der Welt umfasst die völker- und naturkundlichen Bestände, deren Kern auf die Sammlungen des Kurfürsten Carl Theodor von der Pfalz zurückgeht. 1917 konnten durch den Ankauf der Sammlung des Malers Gabriel von Max die Bestände bedeutend erweitert werden. 1935 kamen bis dahin in Karlsruhe befindliche Bestände des badischen Staates hinzu.
Im ersten Obergeschoss sind unter dem Titel MenschenZeit – Geschichten vom Aufbruch der frühen Menschen die Epochen der Steinzeit dargestellt. 
Im Erdgeschoss und im zweiten Obergeschoss befinden sich die Räumlichkeiten für die wechselnden Sonderausstellungen.

## Sonderausstellungen (Auswahl)
- Spurensuche – Polizeifotografie Mannheim 1946 – 1971 (16. September 2007 – 6. April 2008)[1]
- Schädelkult – Kopf und Schädel in der Kulturgeschichte des Menschen (2. Oktober 2011 – 29. April 2012)
- Die Medici – Menschen, Macht und Leidenschaft. (17. Februar 2013 – 28. Juli 2013)
- Mensch. Natur. Katastrophe – Von Atlantis bis heute (7. September 2014 – 1. März 2015)
- Ägypten – Land der Unsterblichkeit (16. November 2014 – 10. Januar 2016)
- Die DUCKOMENTA – Weltgeschichte neu ENTdeckt (13. September 2015 – 24. April 2016)
- Schätze der Archäologie Vietnams (16. September 2017 – 7. Januar 2018)
- Margiana – Ein Königreich der Bronzezeit in Turkmenistan (10. März 2019 – 16. Juni 2019)

→ Siehe auch: Sonderausstellungen der Reiss-Engelhorn-Museen